# حجت‌آباد (نصرآباد)
حجت‌آباد روستایی در دهستان نصرآباد بخش مرکزی شهرستان تفت استان یزد ایران است.

## جمعیت
بر پایه سرشماری عمومی نفوس و مسکن در سال ۱۳۹۵ جمعیت این روستا ۷۹ نفر (۳۱خانوار) بوده‌است.